# シムン・ユクレラー
シムン・クリステンセン・ユクレラー（Simen Kristiansen Juklerød, 1994年5月18日 - ）は、ノルウェー・アーケシュフース県バールム出身のサッカー選手。ベルギー・ファースト・ディビジョンA・シント＝トロイデンVV所属。ポジションはDF。

## クラブ経歴
2004年に地元のベルムSKのユースアカデミーに入所。2012年にトップチームに昇格。2014年にアデコリーガエン (2部リーグ)でプロデビュー。2年間で52試合4ゴールを記録し、2016年にヴォレレンガ・フォトバルに移籍。2017年シーズンはDFながらシーズン5ゴールを決めた。
2018年7月17日、ロイヤル・アントワープFCと契約。加入1年目の2018-19シーズンは、リーグ戦39試合に出場し、リーグ4位躍進に貢献。ベルギーのメディアが選ぶベストイレブンにも選出された。
2021年7月1日、KRCヘンクと4年契約を締結した。

## タイトル

### クラブ
ロイヤル・アントワープ
- ベルギーカップ 2019–20